# Parc Lu Xun
Le parc Lu Xun (en chinois simplifié : 鲁迅公园 ; en chinois traditionnel : 魯迅公園 ; en pinyin : Lǔ Xùn Gōngyuán), anciennement parc Hongkou, est un parc municipal dans le district de Hongkou de Shanghai, en République populaire de Chine. Le parc se situe au 146 de la rue East Jiangwan, juste derrière le stade de Hongkou.

## Histoire
La 22e année du règne de Guangxu (1896), le Bureau de construction de la Concession internationale a acheté une terre rurale de 39,1 acre (158 000 m2 au bout de la rue du Sichuan, en dehors de sa frontière et y a commencé la construction d'un champ de tir pour les groupes commerciaux internationaux. Celui-ci, nommé Hongkou Amusement Park, reprenait le style des parcs de sport de Glasgow, au Royaume-Uni et a été dessiné par un jardinier britannique. En 1905, il fut reconstruit sous le nom Hongkou Sports Games Park and Shooting Field. Il a été renommé « Parc Hongkou » en 1922. Il devient accessible aux résidents chinois à partir de 1928.

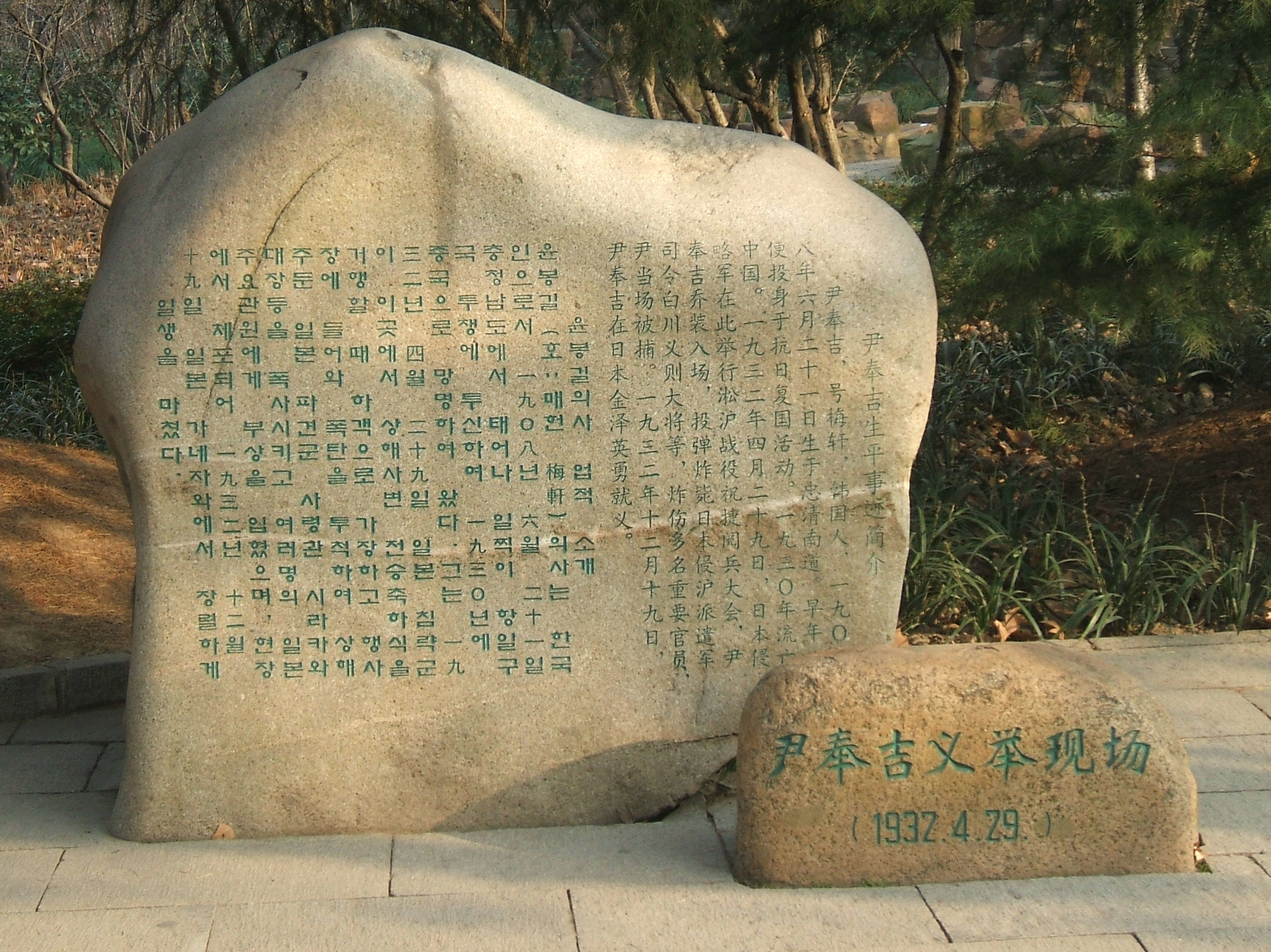
Pierre en mémoire de Yoon Bong-gil dans le parc.

Après la victoire japonaise durant la Guerre de Shanghai, l'armée japonaise a décidé de profiter de l'anniversaire de l'empereur Hirohito le 29 avril 1932 pour célébrer cette victoire, la cérémonie a eu lieu dans le parc Hongkou à Shanghai.
Le commandant de la garnison du gouvernement national de la République de Chine, Président par intérim et chef de la région de Songhu Chen Mingshu décida de profiter de cette célébration pour assassiner les hauts commandants japonais mais l'armée japonaise avait interdit l'admission des Chinois dans le parc afin de prévenir toute éventualité. Finalement, les envoyés de Chen contactèrent le Gouvernement provisoire de la République de Corée. Son président Kim Gu exprima la volonté d'entreprendre cette tâche qui fut confiée à Yoon Bong-gil.
Le 29 avril 1932, il fait exploser une bombe dissimulée dans une petite boîte à déjeuner lors de cette fête. L'explosion tue Yoshinori Shirakawa, un général de l'armée impériale japonaise, et Kawabata Sadaji (河端貞次), chancelier du gouvernement auprès des résidents japonais de Shanghai. Elle blesse aussi grièvement Kenkichi Ueda, commandant de la 9e division de l'armée impériale japonaise, Kuramatsu Murai (村井倉松),  consul-général japonais à Shanghai, et Mamoru Shigemitsu, envoyé japonais à Shanghai (celui-ci perdit sa jambe droite).
Yoon est arrêté sur place et condamné par le tribunal militaire japonais à Shanghai le 25 mai. Il est transféré à la prison d'Osaka le 18 novembre et exécuté à Kanazawa le 18 décembre. Il est ensuite inhumé au cimetière de Nodayama.
En 1956, le mausolée de Lu Xun est relocalisé dans le parc. Un musée est inauguré pour souligner le 20e anniversaire de sa mort. Une statue est également érigée en son honneur. 
Le parc est agrandi à sa superficie actuelle de 22 hectares en 1959. En 1988, le parc est officiellement renommé parc Luxun en l'honneur du poète Lu Xun.

## Le mémorial de Lu Xun
Il contient un musée à la mémoire de Lu Xun, l'un des écrivains chinois majeurs du XXe siècle et ardent défenseur de la construction d'une « Nouvelle Chine », né en 1881 et décédé à Shanghai en 1936. Y sont présentées sa vie et ses œuvres, romans et poèmes.
Un peu plus loin dans le parc se trouve sa tombe (zh), qui couvre 1 600 m2 où a été déplacée sa dépouille en octobre 1956.

## Transports
Le parc est accessible par métro, en suivant la ligne 3 ou 8 du métro de Shanghai, jusqu'à la station stade de Hongkou.

## Galerie d'images

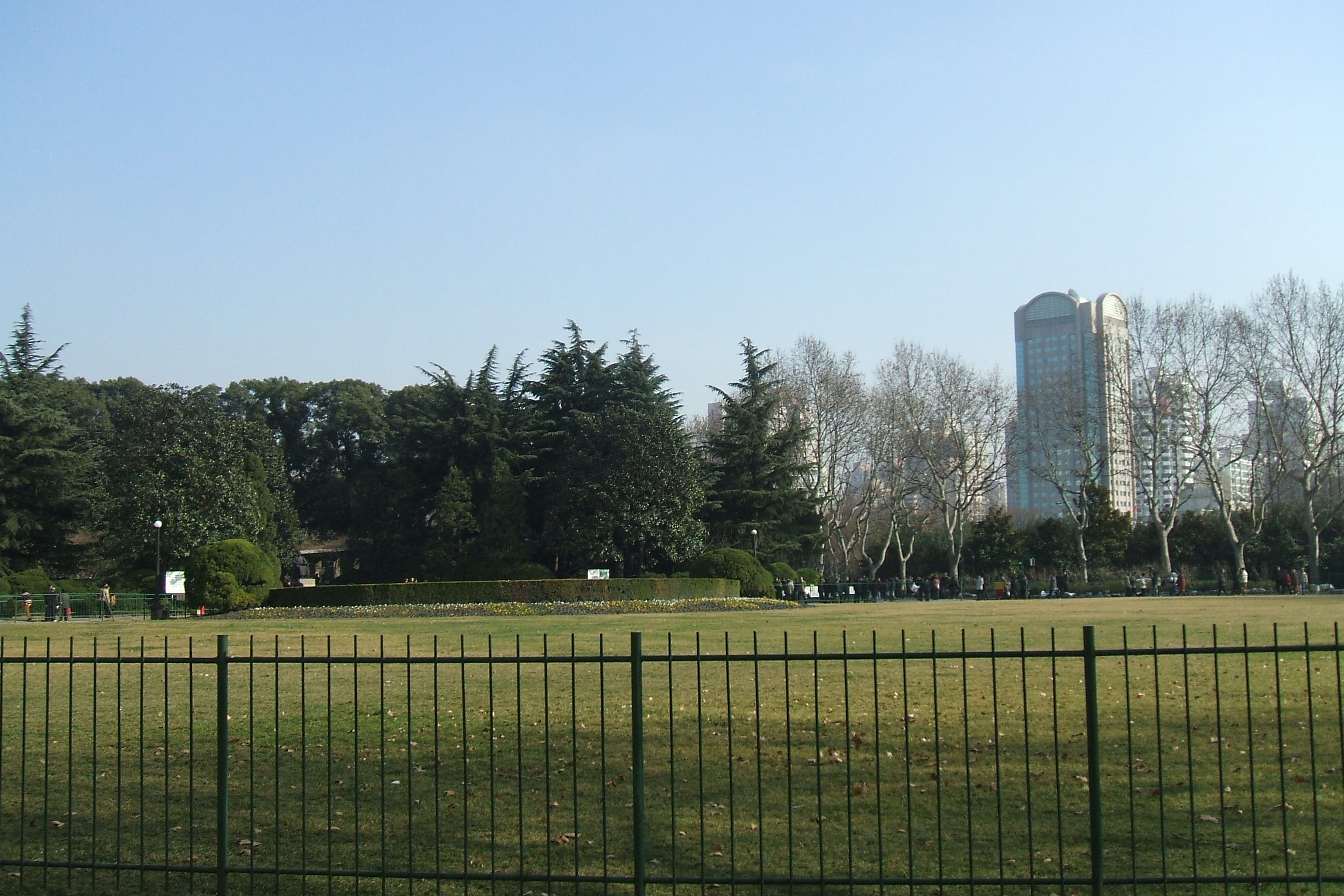
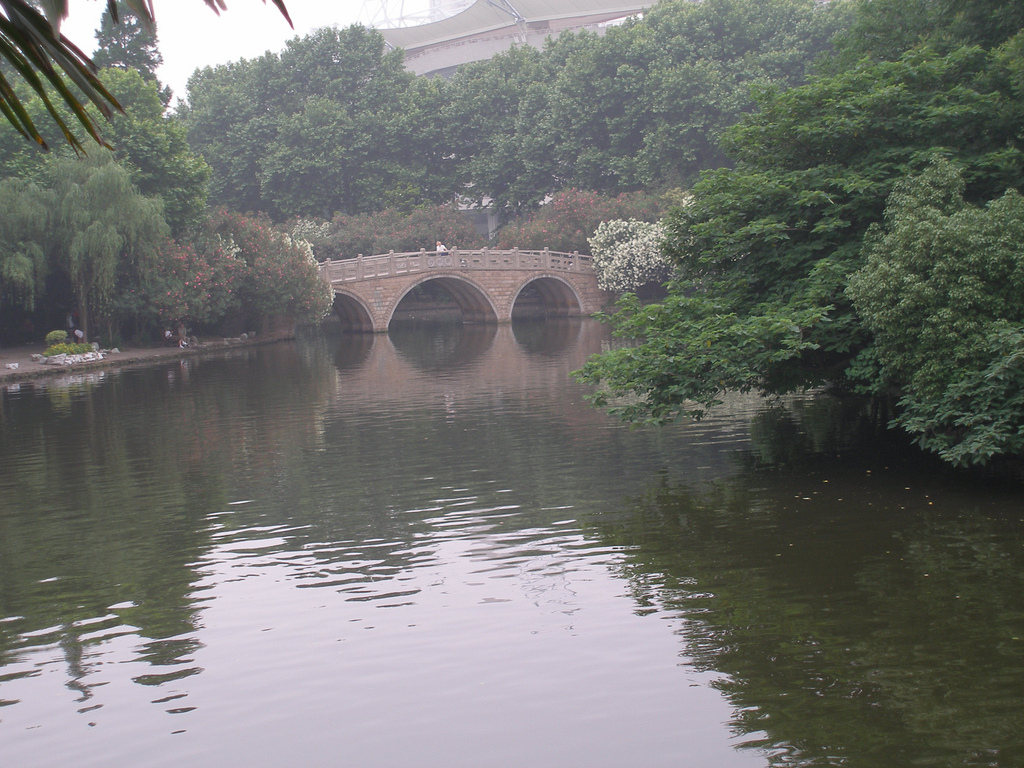
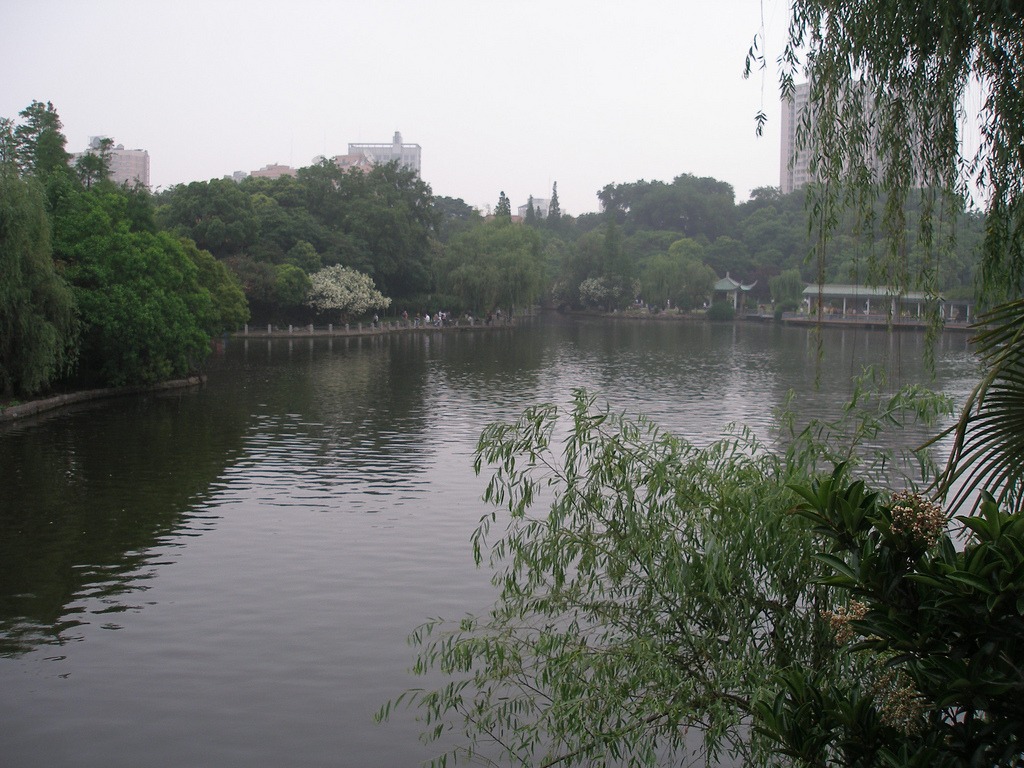
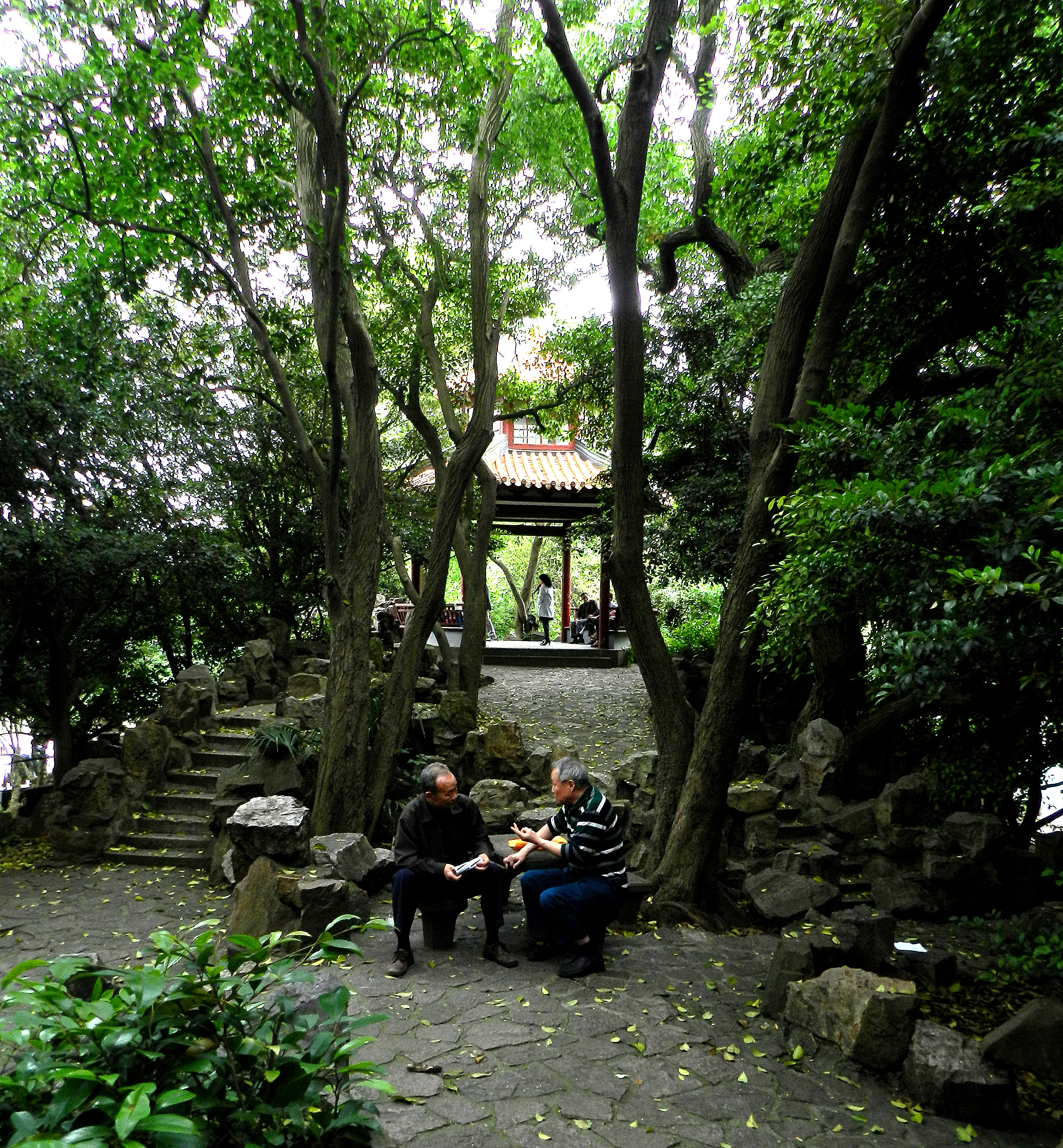
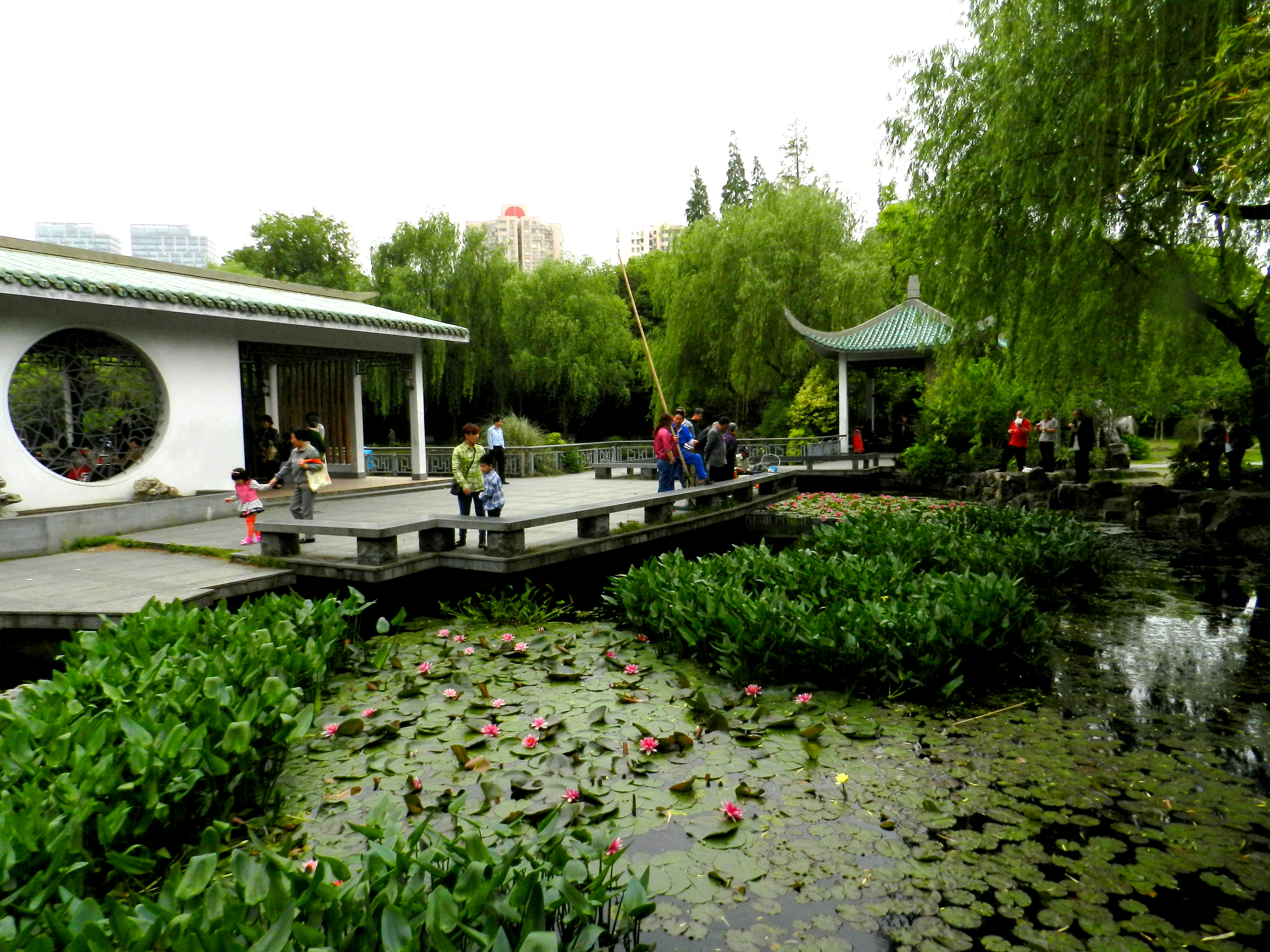
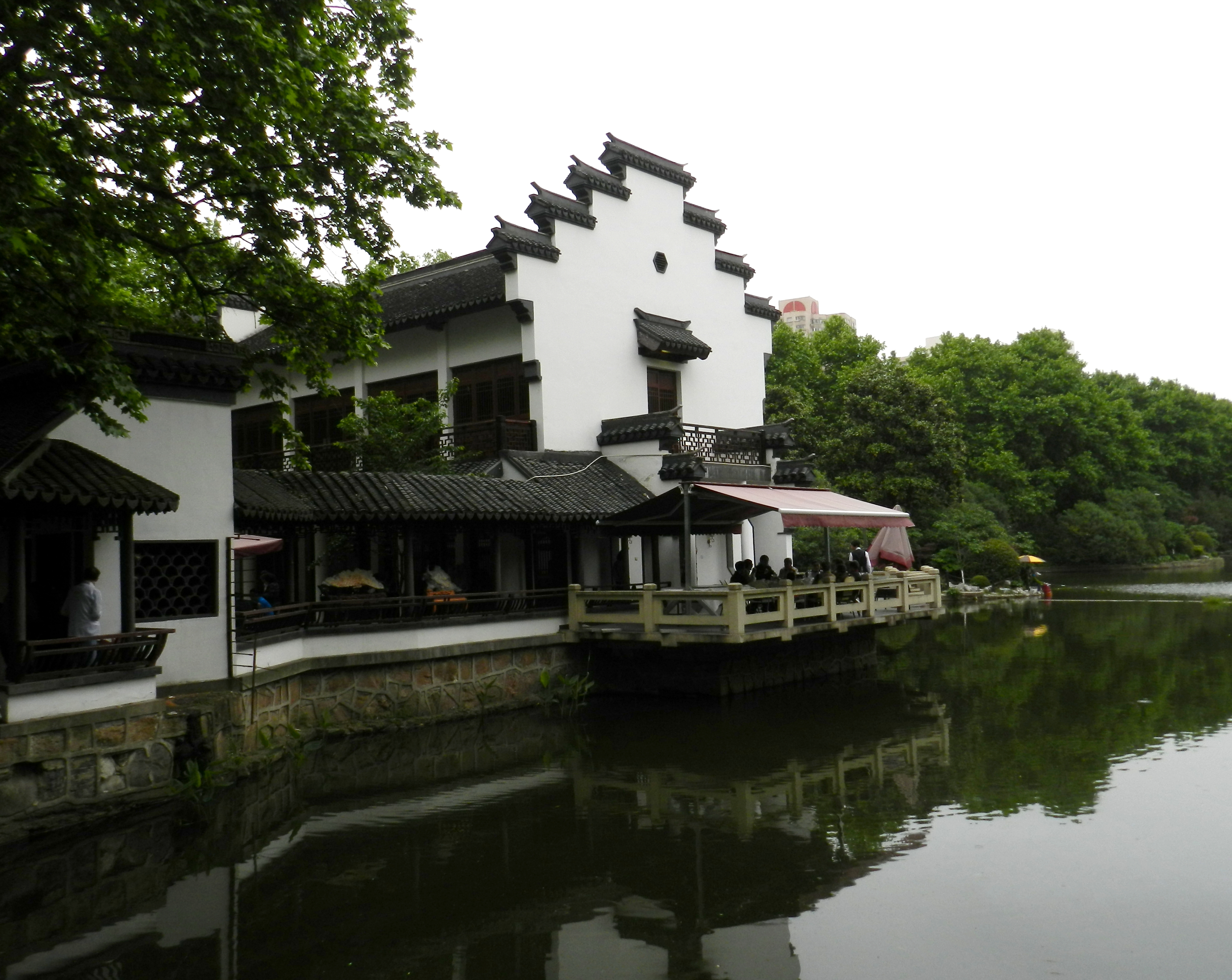